# Lyperia violacea
Lyperia violacea är en flenörtsväxtart som först beskrevs av Jarosz, och fick sitt nu gällande namn av George Bentham. Lyperia violacea ingår i släktet Lyperia och familjen flenörtsväxter. Inga underarter finns listade i Catalogue of Life.